# سارة برتراند
سارة برتراند (بالفرنسية: Sarah Bertrand )‏ (و. 1973 – م) هي ممثلة، من فرنسا، ولدت في باريس.

## وصلات خارجية
- سارة برتراند على موقع IMDb (الإنجليزية)
- سارة برتراند على موقع قاعدة بيانات الفيلم (الإنجليزية)